# Shiliu, Chongqing
Shiliu (kinesiska: 石柳) är en socken i sydvästra Kina. Den ligger i Pengshui härad i storstadsområdet Chongqing,  omkring 180 kilometer öster om det centrala stadsdistriktet Yuzhong. Antalet invånare är 7757. Befolkningen består av 3 761 kvinnor och 3 996 män. Barn under 15 år utgör 31 %, vuxna 15-64 år 58 %, och äldre över 65 år 9,0 %.